# Yaiza Rubio Viñuela
Yaiza Rubio Viñuela (León, 1987) es una hacker y docente española que trabaja como analista de inteligencia para ElevenPaths, la unidad de ciberseguridad de Telefónica. Es la primera mujer hacker española en realizar ponencias en eventos como DEF CON y Black Hat Briefings.

## Trayectoria
Rubio es licenciada en Ciencias de la Información, y cuenta con un máster en Análisis de Inteligencia, un máster en Logística y Economía de la Defensa y otro máster en Derecho Tecnológico y de las TIC. Desde mayo de 2013, ejerce como analista de inteligencia para Telefónica Digital tras su paso por empresas como S21sec e Isdefe. Ha desarrollado el software OSRFramework junto a Félix Brezo, consistente en un conjunto de herramientas de software libre que dan soporte a los procedimientos de investigación sobre la huella digital de ciberentidades con presencia en la red.
Además de su labor de analista, trabaja como docente a nivel universitario en cursos de postgrado sobre análisis de inteligencia, seguridad y fuentes abiertas, aparte de investigar y publicar contenidos científico-técnicos. Es codirectora del Postgrado de Experto en Bitcoin y Blockchain de la Universidad Europea de Madrid. Desde 2015, ha participado como ponente en diferentes congresos sobre seguridad informática en toda España, tales como RootedCon, las Jornadas Nacionales de Investigación en Ciberseguridad (JNIC), NavajaNegra, Cybercamp, SummerBootcamp, ISM Forum, MaríaPitaDefcon y EuskalHack, así como fuera del país, en 8dot8, DEF CON y Black Hat.
En 2017, se convirtió en la primera hacker española en participar en grandes encuentros de seguridad informática como DEF CON, una de las convenciones hacker más antiguas que se celebra anualmente en Estados Unidos, y Black Hat Briefings, una conferencia sobre ciberseguridad que nació en Las Vegas y que se celebra también en otras ciudades del mundo.
Rubio ha colaborado en el libro de Silvia Barrera Ibáñez Claves de la Investigación en redes sociales, y es coautora del libro Bitcoin: La tecnología blockchain y su investigación, junto al analista y doctor en Ingeniería Informática y Telecomunicación Félix Brezo.
En diciembre de 2019 autopublicó el Manual de ciber investigación en fuentes abiertas: OSINT para analistas junto con Félix Brezo Fernández. Editor: Independently published  ISBN-13: 978-1650895741

## Reconocimientos
A lo largo de su carrera, Rubio ha recibido diferentes premios y reconocimientos. En 2015, obtuvo el tercer premio de la Cátedra de Servicios de Inteligencia y Sistemas Democráticos, la primera iniciativa en la universidad española que investiga y estudia la inteligencia en el ámbito científico. También en ese año logró el segundo premio del Reto de ISACA de jóvenes investigadores, promovido por la organización sin ánimo de lucro estadounidense ISACA que trabaja para impulsar estándares de control y seguridad de la información. Dos años después, en 2017, fue nombrada Cibercooperante de honor por INCIBE, esta distinción es otorgada a figuras públicas cuya labor contribuye a fomentar el respeto en ámbitos en línea y cuyos valores se cimientan en el uso responsable de las tecnologías. Ese mismo año, fue finalista de los proyectos I+D+i del V Security Forum, una iniciativa que promueve la innovación y desarrollo del sector de la seguridad en España. También en 2017, fue segundo premio del hackaton organizado por el Instituto Nacional de Ciberseguridad (INCIBE) en el congreso internacional Mobile World Congress, una competición amparada por el Ministerio de Energía, Turismo y Agenda Digital del Gobierno de España que pretende mostrar el potencial español en ciberseguridad  promoviendo un evento de trascendencia mundial.
Yaiza Rubio Viñuela por su labor recibió la Cruz del Mérito de la Guardia Civil con Distintivo Blanco, fue publicado en el Boletín de la Guardia Civil número 40 de Martes,1 de octubre de 2019

## Obra
- 2016 – Claves de la investigación en redes sociales: Historia de una humilde servidora al servicio del ciudadano. El día que descubrió la magia de la Red, se enamoró para siempre. Silvia Barrera Ibáñez. Grupo Editorial Círculo Rojo. ISBN 978-8491600008.
- 2017 – Bitcoin: La tecnología blockchain y su investigación. Yaiza Rubio y Félix Brezo. OxWord Computing. ISBN 978-84-617-6979-7.
- 2019 -  Manual de ciber investigación en fuentes abiertas: OSINT para analistas junto con Félix Brezo Fernández. Editor: Independently published  ISBN-13: 978-1650895741